# Polo Norte

Uma projeção azimutal mostrando o Oceano Ártico e o Polo Norte. O mapa também mostra o paralelo 75º norte e o paralelo 60º norte. O ponto em preto também é conhecido como "O Topo do Mundo", por causa de sua precisão em relação ao globo da Terra.

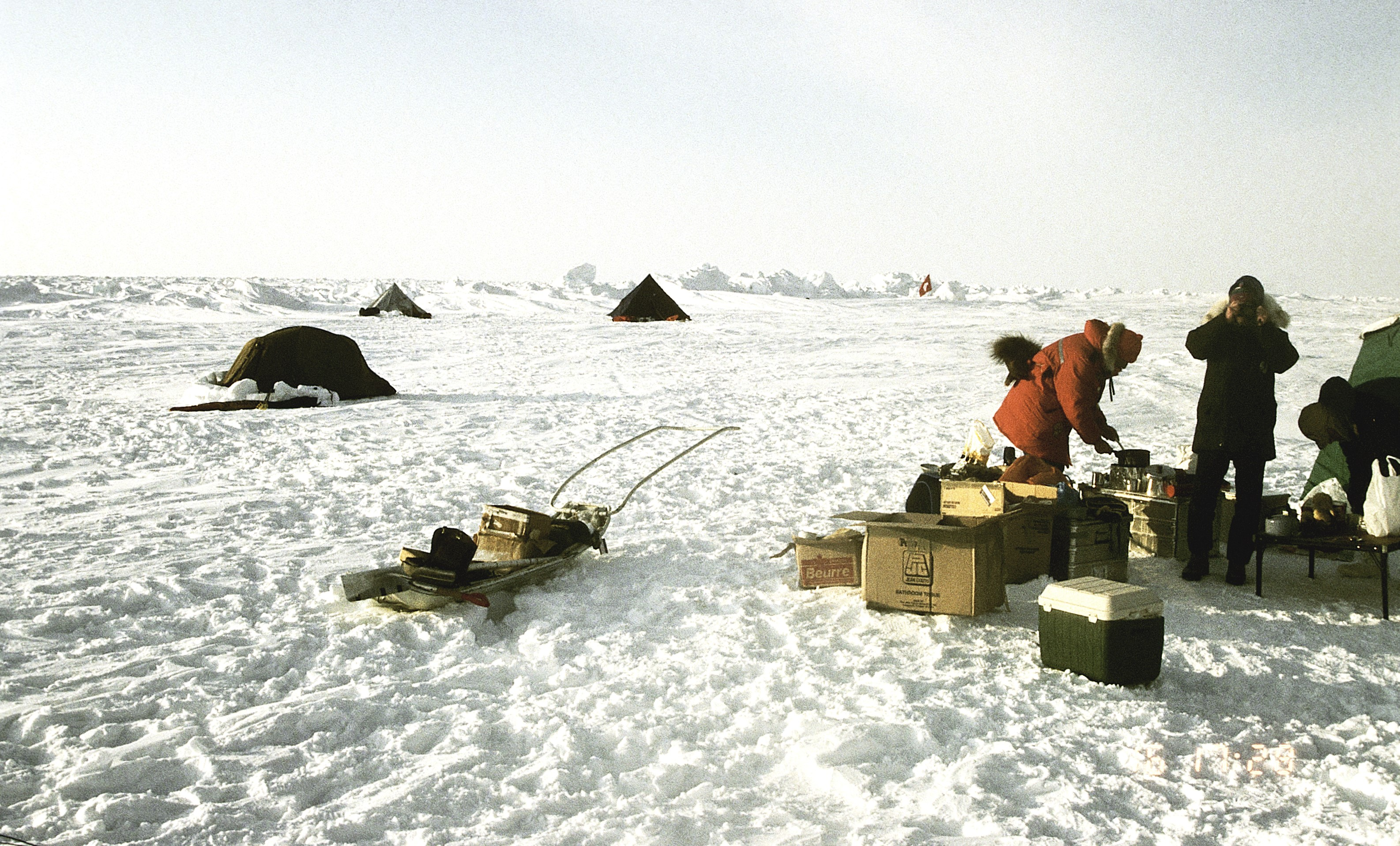
Estação de pesquisa temporária da expedição alemã-suíça no gelo marinho no Polo Norte Geográfico. Perfurações no local de pouso a 90°N mostraram uma espessura média de gelo de 2,5 metros em 16 de abril de 1990

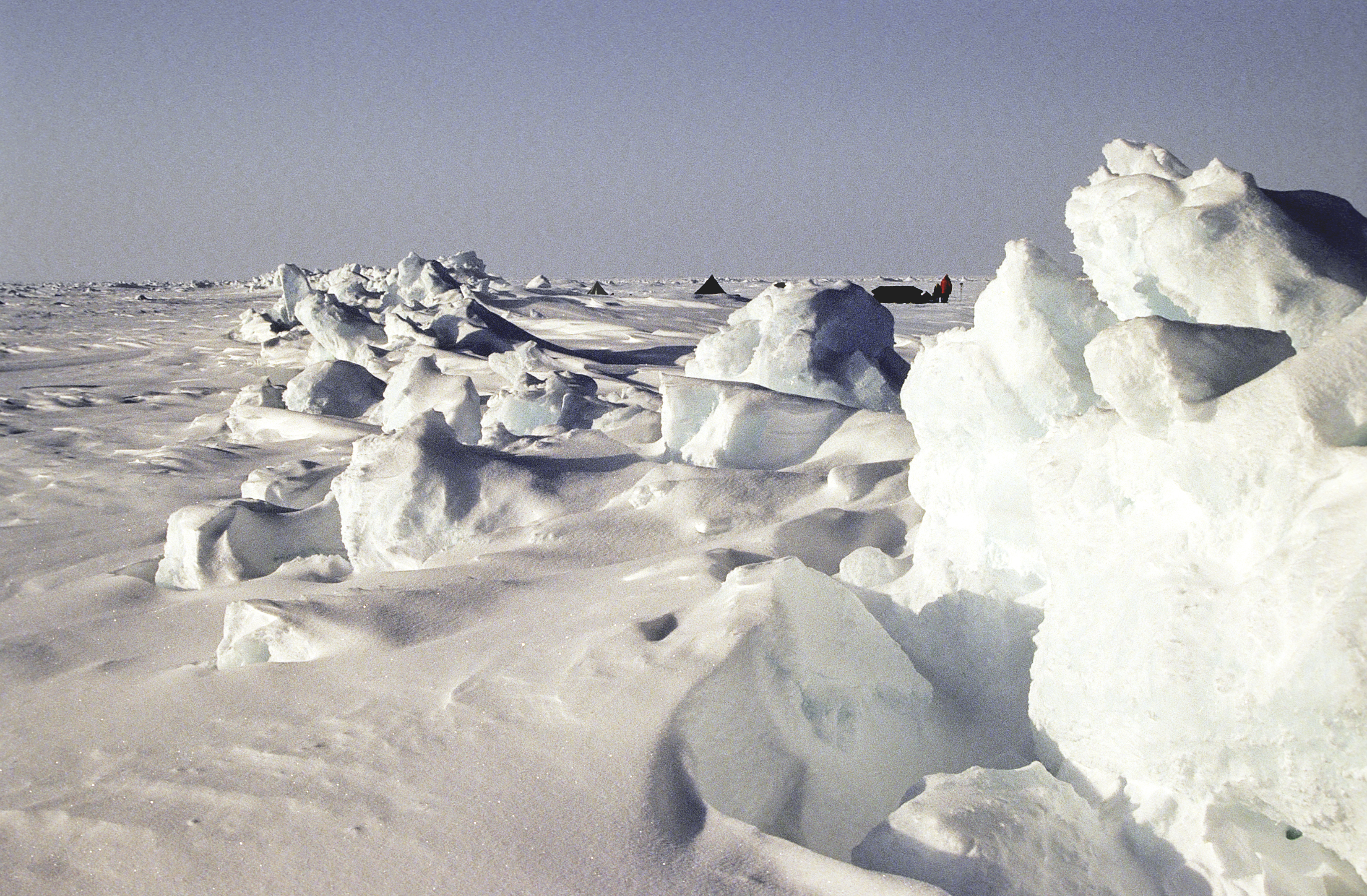
Esta crista de pressão no Polo Norte tem cerca de 1 km de comprimento, formada entre dois blocos de gelo de vários anos

O Polo Norte, também conhecido como Polo Norte Geográfico ou Polo Norte Terrestre, é o ponto no Hemisfério Norte onde o eixo de rotação da Terra encontra sua superfície. É chamado de Polo Norte Verdadeiro para distinguir do Polo Norte Magnético.
O Polo Norte é, por definição, o ponto mais setentrional da Terra, situado diametralmente oposto ao Polo Sul. Define a latitude geodésica 90° Norte, bem como a direção do norte verdadeiro. No Polo Norte todas as direções apontam para o sul; todas as linhas de longitude convergem para lá, de modo que sua longitude pode ser definida como qualquer valor de grau. Nenhum fuso horário foi atribuído ao Polo Norte, portanto, qualquer hora pode ser usada como hora local. Ao longo de círculos estreitos de latitude, no sentido anti-horário é leste e no sentido horário é oeste. O Polo Norte está no centro do Hemisfério Norte. Diz-se que a terra mais próxima é a Ilha Kaffeklubben, na costa norte da Groenlândia cerca de 700 km (430 milhas) de distância, embora alguns bancos de cascalho talvez semipermanentes estejam um pouco mais próximos. O local permanentemente habitado mais próximo é Alert na região de Qikiqtaaluk, Nunavut, Canadá, localizado a 817 km (508 milhas) do Polo.
Enquanto o Polo Sul se encontra em uma massa continental, o Polo Norte está localizado no meio do Oceano Ártico em meio a águas que são quase permanentemente cobertas por gelo marinho em constante mudança. A profundidade do mar no Polo Norte foi medida em 4 261 m (13 980 pés) pelo russo Mir submersível em 2007 e em 4 087 m (13 409 pés) pelo USS Nautilus in 1958. Isso o torna impraticável construir uma estação permanente no Polo Norte (ao contrário do Polo Sul). No entanto, a União Soviética, e mais tarde a Rússia, construiu uma série de estações flutuantes tripuladas, desde 1937, algumas das quais passaram sobre ou muito perto do Polo. Desde 2002, os russos também estabeleceram anualmente uma base, Barneo, perto do Polo. Isso opera por algumas semanas durante o início da primavera. Estudos na década de 2000 previram que o Polo Norte pode se tornar sazonalmente livre de gelo por causa do encolhimento do gelo do Ártico, com escalas de tempo variando de 2016 até o final do século XXI ou mais tarde.
As tentativas de alcançar o Polo Norte começaram no final do século XIX, com o recorde de "Farthest North" sendo superado em várias ocasiões. A primeira expedição indiscutível a chegar ao Polo Norte foi a do dirigível Norge, que sobrevoou a área em 1926 com 16 homens a bordo, incluindo o líder da expedição Roald Amundsen. Três expedições anteriores – lideradas por Frederick Cook (1908, terrestre), Robert Peary (1909, terrestre) e Richard E. Byrd (1926, aéreo) – também foram aceitas como tendo chegado ao Polo. No entanto, em cada caso, a análise posterior dos dados da expedição lançou dúvidas sobre a precisão de suas reivindicações.

## Definição precisa

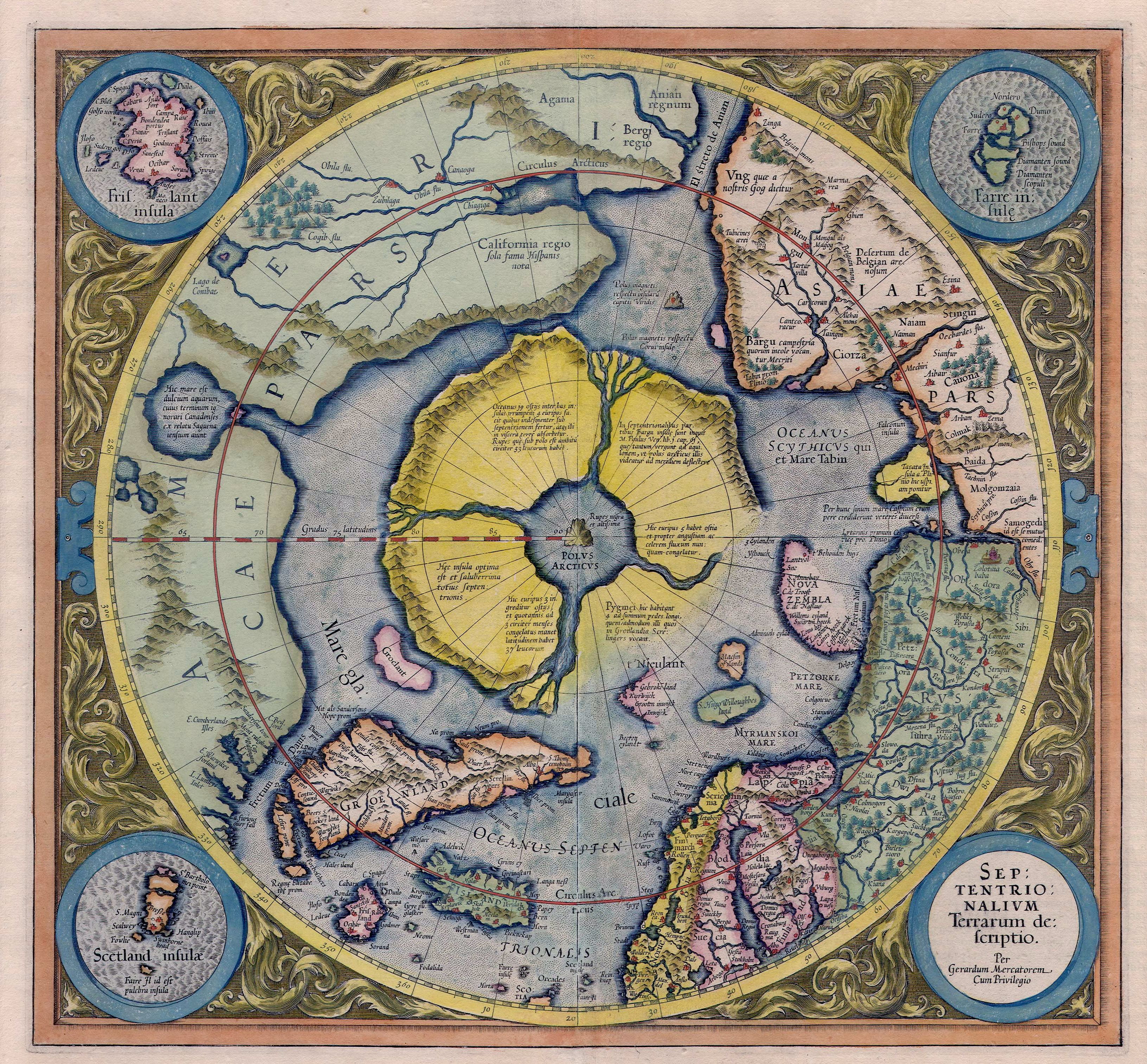
Descrição do Mercador das Terras do Norte. Mapa do Polo Norte.

O eixo de rotação da Terra - e, portanto, a posição do Polo Norte - era comumente considerado fixo (em relação à superfície da Terra) até que, no século XVIII, o matemático Leonhard Euler previu que o eixo poderia "oscilar" ligeiramente. Por volta do início do século XX, os astrônomos notaram uma pequena aparente "variação de latitude", determinada para um ponto fixo na Terra a partir da observação de estrelas. Parte dessa variação pode ser atribuída a um deslocamento do Polo pela superfície da Terra, por um alcance de alguns metros. A errância tem vários componentes periódicos e um componente irregular. O componente com um período de cerca de 435 dias é identificado com a peregrinação de oito meses prevista por Euler e agora é chamada de oscilação de Chandler, depois de sua pesquisa. O ponto exato de interseção do eixo da Terra com a superfície da Terra, em um dado momento, é chamado de "Polo instantâneo", mas por causa da "oscilação" isso não pode ser usado como definição de um Polo Norte fixo (ou Polo Sul) quando a precisão em escala métrica é necessária.
É desejável vincular o sistema de coordenadas da Terra (latitude, longitude e elevações ou orografia) a formas de relevo fixas. No entanto, dadas as placas tectônicas e a isostasia, não existe um sistema no qual todas as características geográficas sejam fixas. No entanto, o Serviço Internacional de Rotação da Terra e Sistemas de Referência e a União Astronômica Internacional definiram uma estrutura chamada Sistema Internacional de Referência Terrestre.

## Dia e noite
O sol no Polo Norte está continuamente acima do horizonte durante o verão e continuamente abaixo do horizonte durante o inverno. O nascer do sol é pouco antes do equinócio de março (por volta de 20 de março); o sol leva três meses para atingir seu ponto mais alto de quase 23½ ° de elevação no solstício de verão (por volta de 21 de junho), após o qual começa a afundar, atingindo o pôr do sol logo após o equinócio de setembro (por volta de 23 de setembro). Quando o sol é visível no céu polar, ele parece se mover em um círculo horizontal acima do horizonte. Este círculo sobe gradualmente de perto do horizonte logo após o equinócio vernal até sua elevação máxima (em graus) acima do horizonte no solstício de verão e depois afunda de volta ao horizonte antes de afundar abaixo dele no equinócio de outono. Portanto, os Polos norte e sul experimentam as taxas mais lentas de nascer e pôr do sol na Terra.
O período crepuscular que ocorre antes do nascer do sol e depois do pôr do sol tem três definições diferentes:
- um período crepuscular civil de cerca de duas semanas;
- um período crepuscular náutico de cerca de cinco semanas; e
- um período crepuscular astronômico de cerca de sete semanas.

Esses efeitos são causados por uma combinação da inclinação axial da Terra e sua revolução em torno do sol. A direção da inclinação axial da Terra, bem como seu ângulo em relação ao plano da órbita da Terra ao redor do Sol, permanece quase constante ao longo de um ano (ambos mudam muito lentamente em longos períodos de tempo). No meio do verão do norte, o Polo Norte está voltado para o sol em sua extensão máxima. À medida que o ano avança e a Terra se move em torno do Sol, o Polo Norte gradualmente se afasta do Sol até que, no meio do inverno, esteja de costas para o Sol em sua extensão máxima. Uma sequência semelhante é observada no Polo Sul, com uma diferença de tempo de seis meses.